# Église Notre-Dame-de-Lourdes d'Argenteuil
Pour les articles homonymes, voir Église Notre-Dame-de-Lourdes.
L'église Notre-Dame-de-Lourdes est une église d'Argenteuil dans le Val-d'Oise au nord de Paris (France). C'est l'une des cinq églises catholiques de la ville. La paroisse Notre-Dame-de-Lourdes appartient au doyenné d'Argenteuil du diocèse de Pontoise. Elle est consacrée à Notre-Dame de Lourdes.

## Histoire et description
En 1901, Argenteuil compte seize mille habitants. Une chapelle de secours est bâtie en 1908 sous le vocable de Notre-Dame de Lourdes, la basilique Saint-Denys d'Argenteuil étant éloignée d'un kilomètre et demi de ce nouveau quartier ouvrier. Elle est érigée en paroisse le 18 novembre 1920 et confiée aux Fils de la charité, fondés par le P. Anizan ; elle dessert alors huit mille habitants (sur les trente deux mille habitants que compte désormais Argenteuil). Mais en 1927, la construction de la cité des Jardins du Marais et en 1933 de la cité du Perreux, puis l'agrandissement des usines Lorraine-Dietrich au sud de la paroisse et le lotissement du Champioux provoquent encore un essor démographique et l'arrivée d'une minorité italienne.
Avec l'afflux de populations ouvrières (venant de l'exode rural et comptant à l'époque une minorité espagnole et portugaise), dans les années 1950-1960, il est nécessaire de construire un nouveau lieu de culte. L'église de pierre est construite en 1963 par Jean Defresne et financée par les chantiers du Cardinal. Son architecture contemporaine est sobre et classique avec un clocher sur le côté gauche d'inspiration romane au toit en bâtière et une façade principale éclairée de six baies en meurtrière disposées en écoinçon et d'une longue baie en meurtrière sur celle du bas-côté. On accède par un escalier au portail aux voussures en plein cintre. La nef est allongée et possède deux bas-côtés.
L'église se trouve au 60 avenue Jean-Jaurès,. Elle est toujours desservie par les Fils de la charité. La messe dominicale y est célébrée tous les dimanches à 9 heures 30 et la messe en semaine à 8 heures sauf le mercredi. La paroisse dessert aussi deux chapelles, la chapelle Sainte-Bernadette (290 avenue Jean-Jaurès) et la chapelle Saint-Jean (60 rue d'Ascq).